# Erika Uitz
Erika Uitz, geborene Engelmann (* 28. Juni 1931 in Chemnitz; † 14. April 2009 in Berlin), war eine deutsche Mittelalterhistorikerin.

## Leben
Sie studierte an der Universität Leipzig bei Heinrich Sproemberg und Ernst Werner Geschichte. Nach dem Diplom 1953 war sie dort von 1954 bis 1958 Assistentin am Institut für Allgemeine Geschichte. Sie promovierte 1958. Nach der Habilitation 1965 wurde sie 1968 als Professorin für allgemeine Geschichte an die Pädagogische Hochschule Magdeburg berufen. Dort war sie bis 1973 Prorektorin für Prognose und Wissenschaftsentwicklung und anschließend Dekanin der philosophischen Fakultät. Bis zur deutschen Wiedervereinigung war sie auch Vorsitzende der 1974 mit auf ihre Initiative hin gegründeten Fachkommission Stadtgeschichte der Historiker-Gesellschaft der DDR. 1983 wechselte sie von der PH Magdeburg an die Akademie der Wissenschaften der DDR und forschte seitdem hauptsächlich auf dem Gebiet der Frauen- und Geschlechtergeschichte. Nach der Abwicklung der Akademie und drei Übergangsjahren ging sie 1993 in den verordneten Vorruhestand. Sie starb 2009 im Alter von 77 Jahren an einer Krebserkrankung.

## Schriften (Auswahl)
- Zur städtischen Volksbewegung in Südfrankreich. Kommunefreiheit und Gesellschaft. Berlin 1959, OCLC 905656220.
- Die Frau im Berufsleben der spätmittelalterlichen Stadt. In: Harry Kühnel, Franz Hundsnurscher (Hrsg.): Frau und spätmittelalterlicher Alltag. Internationaler Kongreß Krems an der Donau 2.–5. Oktober 1984 (= Sitzungsberichte der philologisch-historischen Klasse der Österreichischen Akademie der Wissenschaften. Band 47). Wien 1986 (= Veröffentlichungen des Instituts für mittelalterliche Realienkunde Österreichs. Band 9), S. 439–473.
- Die Frau in der mittelalterlichen Stadt. Freiburg im Breisgau 1992, ISBN 3-451-04081-6.